# Prinzbach (Gemeinde Altlengbach)
Prinzbach ist eine Rotte in der Marktgemeinde Altlengbach im Bezirk St. Pölten-Land, Niederösterreich.

## Geografie
Die Rotte befindet sich östlich von St. Pölten in den Niederösterreichischen Voralpen und am westlichen Ende des Wienerwaldes. Sie liegt südöstlich von Altlengbach im Tal des Prinzbaches, der knapp oberhalb von Altlengbach in den aus Steinhäusl kommenden Lengbach mündet, und besteht aus einigen Gehöften.

## Geschichte
Laut Adressbuch von Österreich waren im Jahr 1938 in Prinzbach drei Landwirte mit Direktvertrieb ansässig.